# Cochlearia
Ne doit pas être confondu avec Cochlearius ou Cochlearium.
Genre
Classification phylogénétique
Cochlearia est un genre d'environ 25 espèces de plantes herbacées annuelles, bisannuelles ou vivaces de la famille des Brassicacées. On les retrouve un peu partout dans les zones tempérées et arctiques de l'hémisphère nord, surtout le long du littoral, sur les falaises et dans les prés salés, là où leur tolérance au sel leur donne un avantage compétitif. On les retrouve aussi en montagne et dans la toundra.
Les cochléaires ou cransons sont de petites plantes, typiquement de 5 à 20 cm de haut, rampantes ou de forme arrondie. Les feuilles ont souvent la forme d'une cuillère, d'où le nom du genre (du latin cochlea, cuillère). Elles sont arrondies ou lobées, mesurent généralement entre 1 et 5 cm de long et ont une texture charnue. Les fleurs blanches ont quatre pétales et sont rassemblés en courtes grappes.

## Principales espèces
Environ 25 espèces sont généralement acceptées, quoique certaines des espèces mentionnées ci-dessous soient considérées comme des sous-espèces de C. officinalis par certains botanistes.
- Cochlearia aestuaria — Cochléaire des estuaires
- Cochlearia anglica — Cochléaire d'Angleterre
- Cochlearia bavarica
- Cochlearia cyclocarpa
- Cochlearia danica — Cochléaire du Danemark
- Cochlearia excelsa
- Cochlearia fenestrata
- Cochlearia glastifolia L. — Cochléaire à feuilles de Pastel
- Cochlearia groenlandica
- Cochlearia oblongifolia
- Cochlearia officinalis — Cochléaire officinale
- Cochlearia pyrenaica — Cochléaire des Pyrénées
- Cochlearia scotica
- Cochlearia sessilifolia
- Cochlearia tridactylites

Deux espèces, autrefois incluses dans le genre Cochlearia, sont maintenant placées dans des genres séparés :
- Raifort Armoracia rusticana (autrefois Cochlearia armoracia)
- Wasabi Wasabia japonica (autrefois Cochlearia wasabi)

## Divers
Dans le calendrier républicain français, le 23e jour du mois de ventôse, est officiellement dénommé jour de la cochléaire.